# Eudactylina longispina
Eudactylina longispina är en kräftdjursart som beskrevs av Bere 1936. Eudactylina longispina ingår i släktet Eudactylina och familjen Eudactylinidae. Inga underarter finns listade i Catalogue of Life.